# Aeroportul Tzaneen
Aeroportul Tzaneen (IATA: LTA, ICAO: FATZ) este un aeroport din Provincia Limpopo, Africa de Sud.
Situat la o altitudine de 583 m, aeroportul dispune de o singură pistă.